# Николенко (деревня)
Николенко — деревня в Омском районе Омской области России. Входит в состав Ачаирского сельского поселения. Население 216 чел. (2010) .

## История
В соответствии с Законом Омской области от 30 июля 2004 года № 548-ОЗ «О границах и статусе муниципальных образований Омской области» деревня вошла в состав образованного муниципального образования «Ачаирское сельское поселение».

## География
Николенко находится на юге центральной части региона, в лесостепной полосе Барабинской низменности. К северу находится болото Украинское, урочище Ракитник, возле деревни два водохранилища. Расстояние до административной границы Омска по прямой — около 25 км.
Абсолютная высота — 117 м над уровнем моря.

## Население
| 2006 | 2010 |
| ---- | ---- |
| 270  | ↘216 |

Гендерный состав
По данным Всероссийской переписи населения 2010 года в гендерной структуре населения из 216 жителей мужчин и женщин по 108 человек (по 50,0 % каждая когорта)
Национальный состав
Согласно результатам переписи 2002 года, в национальной структуре населения русские составляли 81 % от общей численности населения в 261 чел..

## Инфраструктура
Развитое сельское хозяйство. Личное подсобное хозяйство.

## Транспорт
Автодорога «Ачаир — Смирновка — Николенко» (идентификационный номер 52 ОП МЗ Н-325) длиной 17,90 км..